# کنت ورتیگو
کنت ورتیگو (به انگلیسی: Count Vertigo) یک شخصیت خیالی در کتاب‌های کامیک آمریکایی منتشر شده توسط دی‌سی کامیکس است که به عنوان دشمن شخصیت ابرقهرمان بلک کنیری و بعدها گرین ارو محسوب می‌شود. شخصیت کنت ورتیگو توسط جری کانوی، تروور فون ایدن و وینسنت کولتا خلق شده‌است؛ که برای اولین بار در شمارهٔ ۲۵۱، از مجموعه بهترین کمیک‌های جهان (ژوئیه ۱۹۷۸) حضور پیدا کرد. کنت ورتیگو آخرین نوادهٔ خانواده سلطنتی بود که بر کشور کوچک ولاتاوا در شرق اروپا حکمرانی می‌کرد و توسط اتحاد جماهیر شوروی کنترل می‌شد و بعدها به دست اسپکتر ویران شد. او از اعضای گروه‌هایی همچون انجمن سری شروران بزرگ و جوخه انتحار است.
ست گابل نقش شخصیت کنت ورتیگو را در دو فصل نخست مجموعه تلویزیونی آمریکایی اَرو ایفا کرده‌است. پس از اینکه شخصیت گابل کشته شد، در فصل سوم کنت ورتیگو ورنر زایتل جدید با هنرنمایی پیتر استورماره جایگزین وی شد.